# 三斑毛鼻鯰
三斑毛鼻鯰，為輻鰭魚綱鯰形目毛鼻鯰科的其中一種。分布於南美洲巴西聖保羅地區，體長可達3.6公分。

## 扩展阅读
維基物種上的相關：三斑毛鼻鯰